# Phidippus georgii
Phidippus georgii là một loài nhện trong họ Salticidae.
Loài này thuộc chi Phidippus. Phidippus georgii được Elizabeth Maria Gifford Peckham & George William Peckham miêu tả năm 1896.